# Luděk Procházka
Luděk Procházka (* 11. května 1955) je bývalý český fotbalista a trenér. V sezoně 1985/86 byl asistentem Dušana Uhrina staršího u prvoligové Rudé hvězdy Cheb.

## Hráčská kariéra
V sezonách 1974/75 – 1976/77 hrál divizi za Královodvorské železárny, v ročníku 1987/88 hrál krajské soutěže za Lokomotivu Cheb.

## Trenérská kariéra
Jako trenér působil u mládeže v Králově Dvoře, Chebu, Slavii a Spartě, od roku 2008 je šéftrenérem a místopředsedou v klubu SK Fotbalová škola Třebíč. Spoluzakládal Uhrinovu českou fotbalovou akademii, byl ředitelem a šéftrenérem její Střední pedagogické školy pro fotbalisty a fotbalistky. Věnoval se též individuálnímu tréninku žáků a dorostenců. V třetiligovém Králově Dvoře dělal asistenta Františku Myslivečkovi st. (1981–1984).
- 1981/82 (3. liga) – TJ KŽ Králův Dvůr
- 1982/83 (3. liga) – TJ KŽ Králův Dvůr
- 1983/84 (3. liga) – TJ KŽ Králův Dvůr
- 1985/86 (1. liga) – TJ RH Cheb